# Naswhito Creek
Naswhito Creek är ett vattendrag i Kanada.   Det ligger i provinsen British Columbia, i den södra delen av landet, 3 300 km väster om huvudstaden Ottawa.
I omgivningarna runt Naswhito Creek växer i huvudsak barrskog. Runt Naswhito Creek är det tätbefolkat, med 257 invånare per kvadratkilometer.